# Cyber (cómic)
Cyber es un supervillano que aparece en los cómics estadounidenses publicados por Marvel Comics. El personaje suele representarse como un enemigo de Wolverine de los X-Men.

## Historial de publicaciones
Creado por el escritor Peter David y el artista Sam Kieth, Cyber apareció por primera vez en Marvel Comics Presents #85 (septiembre de 1991), aunque su apariencia física quedó oscurecida por una gabardina y un sombrero. Fue visto y nombrado por primera vez en Marvel Comics Presents #86 (septiembre de 1991).

## Biografía ficticia

### Origen
Silas Burr se creyó que nació en Canadá. El era agente de la Agencia Nacional de Detectives Pinkerton y, en la primavera de 1912, finalmente fue juzgado en Sioux City, Iowa. El fue declarado culpable de 22 cargos de asesinato y condenado a muerte en la horca. Cyber escapó del juzgado y llegó a una base militar del oeste de Canadá. En el ejército canadiense, un nuevo empleador llamado Frederick Hudson se interesó especialmente en su capacidad única para empujar a los hombres bajo su mando más allá de sus límites morales y emocionales. La primera confrontación conocida de Cyber con Logan aparentemente ocurrió alrededor de la Primera Guerra Mundial, donde sirvió como brutal instructor de Logan durante sus primeros días en el ejército. Cyber recibe instrucciones de centrar su atención en Logan en particular y, finalmente, recibe órdenes de asesinar a una mujer en la base conocida sólo como Janet, en quien Logan estaba interesado románticamente, para deshumanizar aún más su condicionamiento. Después de presenciar su muerte a manos de Cyber, Logan ataca y es brutalmente golpeado mientras Cyber le arranca sin esfuerzo el ojo izquierdo. Esta es la paliza y derrota más severa de Logan hasta este momento de su vida y los efectos psicológicos resultantes resultan en un miedo profundamente arraigado a Cyber. Sin ningún recuerdo del abuso de Burr, Logan nuevamente se encuentra bajo el mando de Burr mientras se alista en la Brigada del Diablo durante la Segunda Guerra Mundial. Le presenta a Logan al soldado del ejército estadounidense Nick Fury para la misión clandestina de rescate del Capitán América del norte de África ocupado por los alemanes. 
Al regresar de Indochina durante nueve meses en 1959, Burr entrenaría a su mejor estudiante, Daken (el hijo de Logan), antes de que al niño se le ordene en secreto que destruya el campo de entrenamiento y a todos los asociados con él, incluido su comandante. Eviscerado y disparado por Daken, Burr se salva de la muerte, ya que Romulus lo eligió como prototipo para el proceso de unión de Adamantium y tiene el metal adherido permanentemente a su piel.

### Era moderna
En la era moderna, Cyber resurge en Madripoor, como ejecutor de un cártel de la droga anónimo, donde interfiere entre los cárteles criminales rivales del aliado de Wolverine, Tiger Tyger, y el general Coy. Con la excepción de sus mejoras de Adamantium, la apariencia de Cyber permanece sin cambios, lo que indica que envejece mucho más lentamente que un humano común y corriente. Wolverine, después de huir de la pelea y apenas escapar con vida de su último encuentro, finalmente logra superar su miedo a Cyber para salvar la vida de Tyger, mientras le muerde el ojo izquierdo al villano antes de que caiga en un camión lleno de poderosos alucinógenos que él había usado anteriormente con Wolverine, lo que llevó a Cyber a correr gritando hacia el bosque y desaparecer en la orilla del océano.
Más tarde, Cyber se enfrenta al equipo mutante de X-Factor junto con la organización criminal femenina llamada Hell's Belles a quienes Cyber está asesorando como ejecutores de un cartel de drogas anónimo. Shrew, un exmiembro de Hell's Belles, desea testificar contra el cartel, y Cyber y su equipo reciben la orden de silenciar a la mujer. Cyber derrota primero a Polaris de X-Factor, preocupado por los poderes magnéticos de la mujer. El se las arregla para envenenar a Strong Guy con sus garras e intenta rescatar el antídoto a cambio de Shrew. Sin embargo, Strong Guy se salva gracias a los recursos científicos del gobierno de los Estados Unidos. En una batalla posterior en una estación de metro, Shrew logra empujar a Cyber hacia el camino de un tren que se aproxima conducido por la líder de X-Factor, Val Cooper, y él desaparece.
Luego aparece en la lejana isla de Koma Koi como agente del misterioso culto a la muerte conocido como The Coven, contratado para robar una gema mística llamada Lágrima del Cielo y secuestrar a su sacerdotisa guardiana Kayla. Wolverine, que está de vacaciones en la isla, reconoce el olor de Cyber en Kayla y rastrea a Cyber hasta The Coven. Los dos eventualmente están encadenados el uno al otro por una cadena de Adamantium, y lucharán entre sí incesantemente a menos que los gaseen hasta dejarlos inconscientes o los sumerjan en un pozo de ácido. Al cruzar un puente de cuerda, Wolverine finalmente toma ventaja y estrangula a Cyber con sus grilletes. Colgado de su garganta y sin tráquea de Adamantium, él suelta la cadena y desaparece mientras cae en la oscura jungla.
A continuación se ve a Cyber en Edimburgo, Escocia, donde nuevamente se enfrenta a Wolverine en la batalla. Recordando su participación en los asesinatos de West Port hace mucho tiempo, anuncia su intención de matar a Wolverine y alimentar a los escarabajos guardianes de la muerte para robar el esqueleto de Adamantium del hombre. Sin embargo, Cyber no sabe que el Adamantium adherido al esqueleto de Wolverine fue removido por Magneto. A pesar de esto, y a pesar del hecho de que muchos de los otros atributos mutantes de Wolverine fueron debilitados, se las arregla para defenderse de Cyber brevemente. Cyber se distrae momentáneamente con el disparo de cañón distante del Castillo de Edimburgo mientras Wolverine extrae sus garras de hueso y corta a Cyber en la cara. Cyber, no impresionado por el ataque y molesto por este giro de los acontecimientos, rápidamente golpea a Wolverine contra el suelo y usa su pie para romper las garras de hueso del brazo derecho de Wolverine antes de que se interrumpa su pelea, lo que le permite a Wolverine la oportunidad de escapar de Cyber una vez más. Usando su poder amplificado de seguimiento de ondas cerebrales, persigue al envenenado Logan hasta la isla Muir, donde finalmente es burlado por Kitty Pride y capturado por Excalibur.
Más tarde, Cyber sale de la custodia de S.H.I.E.L.D. por los Jinetes Oscuros y lo llevan a una de las antiguas fortalezas egipcias llenas de cadáveres de Apocalipsis. Ellos realizan una serie de pruebas para determinar la fuerza y pureza de la piel de Adamantium de Cyber, luego, mediante un esfuerzo combinado, logran atraparlo dentro de una bóveda y liberar un enjambre de voraces escarabajos guardianes de la muerte "mutantes", que devoran la carne de todo el cuerpo de Cyber. cuerpo, comenzando con su cara expuesta y comiéndose el resto de adentro hacia afuera. El caparazón de Adamantium de Cyber, que permanece intacto, se utiliza en un intento fallido de volver a implantar Adamantium en el esqueleto de Wolverine por parte de Génesis, líder de los Jinetes Oscuros.

### Resurrección
Cyber resurgió en forma astral, dándose a conocer a Milo Gunderson, un joven y poderoso mutante con inteligencia infantil. Después de poseer el cuerpo de Milo, Cyber puede suprimir fácilmente la psique infantil de Milo, combinando la increíble fuerza de Milo con su propia astuta inteligencia. Con la intención de vengarse, se dirige al Tinkerer y contrata al hombre para que realice el proceso de unión epidérmica del Adamantium una vez que haya robado el Adamantium líquido necesario del almacenamiento en La Haya. Al llegar a Bruselas, se revela que está detrás de escena preparando el enfrentamiento entre Wolverine y Daken. En la culminación de la sangrienta batalla entre padre e hijo, Cyber aparece, completo con su nueva piel con Adamantium, y desafía no a Wolverine, sino a Daken. Después de tomar rápidamente ventaja en su pelea con Daken, Cyber le pregunta sobre el paradero de su maestro. Daken se niega a responder y logra huir, dejando solos a Cyber y Wolverine. Durante la siguiente batalla, Cyber sufre un ataque al corazón, ya que Milo tenía el corazón débil. Al descubrir que Silas había instruido previamente a Daken y es capaz de rastrear su ubicación, Wolverine lo perdona a cambio de información. Cuando Silas comienza a contar cómo, en 1912, el fue salvado de la pena capital por Sabretooth y lo llevaron a Canadá, donde conoció al misterioso hombre conocido como Hudson, su condición empeora y Wolverine se ve obligado a llevarlo con Tinkerer para ayudarlo con el tratamiento necesario. Al aceptar construir un marcapasos artificial para estabilizar la condición cardíaca de Cyber a cambio del uso del misterioso sintetizador Carbonadium de Logan, Tinkerer, sin saberlo, fija el dispositivo radiactivo en el pecho de Cyber, antes de que Logan desaparezca con el C-Synth y lo arroje desde un puente bajo el agua.El reapareció en una ciudad desolada en el norte de África, al mando de una facción militante local, e intenta obligar a Wolverine y Daken a cooperar con él en su búsqueda de Romulus, aunque sus motivos personales siguen siendo un misterio. Después de cooperar con Daken, Burr lo lleva a la granja abandonada en algún lugar de Saskatchewan, Canadá, donde tuvo lugar su transformación en "Cyber" casi cincuenta años antes. Engañado por los poderes emocionales de Daken, Cyber aparentemente sucumbe a los efectos venenosos del marcapasos Carbonadium, su debilitado corazón, o ambos, y colapsa de dolor cuando Daken toma su medicación. El fue visto por última vez dado por muerto tanto por Daken como por Wolverine.
Más tarde, Cyber es asesinado por Ogun, quien afirma que era un oponente formidable, luego intenta vender su caparazón de Adamantium al Dr. Abraham Cornelius después de disolver su carne sumergiendo su cadáver en un baño ácido.

### Avispón
En circunstancias desconocidas, Silas regresa a la vida una vez más y se hace pasar por "Avispón" de los Slingers. Se le vio por primera vez en Las Vegas después de la toma de control de Estados Unidos por parte de Hydra, después de haber sido contratado por el propietario del casino de la Ciudad Prohibida, Silas Thorne, para organizar un robo de una entrega masiva de alimentos que se envía a otro casino, ya que el hombre afirma que la propietaria del casino, Cassandra Mercury, simplemente tomará toda la comida para ella y los empleados de Cassandra en lugar de repartirla. Hornet puede derrotar a la mayor parte de la seguridad del casino antes de ser interceptado por Araña Escarlata, pero se niega a responder preguntas sobre su aparente resurrección y huye.Cuando Araña Escarlata y Ricochet rastrean a Avispón hasta el casino donde trabaja su empleador, Avispón usa un extraño amuleto para convocar a un ejército de monstruos,posteriormente se presenta como Silas a Ricochet durante la pelea. Después de que Araña Escarlata daña el amuleto, los monstruos son contenidos por Dusk, pero Hornet huye en la confusión resultante.El reúne al resto de los Slingers, alegando que ha sido elegido por Black Marvel y que el equipo recibe la orden de capturar a Araña Escarlata para acusarlo por su ataque a Thorne.Cuando la original y moderna Araña Escarlata se enfrenta a los Slingers, se revela que Black Marvel no tiene alma y el daño a los guanteletes de Hornet revela su verdadera identidad, que había sido revivida por una entidad aún no identificada que se hacía pasar por Black Marvel.

## Poderes y habilidades

### Cuerpo original
Silas Burr es un mutante que posee una serie de habilidades sobrehumanas, algunas debido a su mutación natural y otras debido a una mejora artificial. Silas posee cierto grado de fuerza sobrehumana. Aunque no se ha dado ningún límite explícitamente, su fuerza fue suficiente para destruir un jeep de un solo golpe o abrir la puerta de la bóveda de un banco con facilidad.
La piel de Cyber estaba unida con una capa de la aleación casi indestructible adamantium, con la excepción de su cara, utilizando una técnica de soldadura por arco desconocida. Como resultado, la mayor parte del cuerpo de Cyber era prácticamente invulnerable a las lesiones físicas. La piel de Adamantium de Cyber ha demostrado ser capaz de resistir todos los ataques contra él, incluso con armas compuestas del propio Adamantium.
Alojada dentro de cada uno de los dedos de Cyber hay una garra retráctil de Adamantium. Cada garra tenía poderosos alucinógenos o venenos que han demostrado ser capaces de incapacitar a Wolverine antes de que su factor de curación mutante pudiera filtrarlos. Las potentes toxinas están diseñadas específicamente para afectar a Wolverine y son fatales para los humanos comunes en cuestión de segundos. Las garras de Adamantium de Cyber también eran capaces de cortar casi cualquier material conocido. Las excepciones conocidas son el propio Adamantium y el Escudo del Capitán América, que está compuesto por un Vibranium y una "aleación de acero" experimental.
Después de que Wolverine le arrancara el ojo izquierdo a Cyber en combate,fue reemplazado por un implante artificial.
Cyber también posee una habilidad psiónica que le permite rastrear patrones de ondas cerebrales específicos a través de grandes distancias. Se desconoce el límite exacto del alcance de Cyber, aunque se amplificó enormemente después de su sobreexposición a los alucinógenos que cubren sus garras. Cyber ha afirmado que puede rastrear patrones de ondas cerebrales desde cualquier lugar de la tierra, e incluso pudo permitir que su conciencia abandonara su cuerpo por completo. Fue esta habilidad la que permitió a Cyber sobrevivir en forma astral tras el ataque de los Jinetes Oscuros.
Cyber es un excelente combatiente cuerpo a cuerpo. Es muy conocido en los círculos militares, ya que es un veterano de la Primera y Segunda Guerra Mundial, y en todo el hampa criminal, donde a menudo se contrata a sí mismo como ejecutor o mentor especial. Es un maestro talentoso, aunque bastante sádico y asesino, de métodos de combate sin armas.

### Milo Gunderson
Su conciencia se ha apoderado del cuerpo de Milo Gunderson, un mutante grande y musculoso con una inteligencia infantil.Milo es un mutante que posee cierto grado de fuerza sobrehumana, cuyos límites se desconocen. Sin embargo, su fuerza es suficiente para matar a un caballo adulto con un solo golpe.
Aparentemente, Cyber también conserva su capacidad de seguimiento de ondas cerebrales dentro de su nuevo cuerpo. Cyber se ha sometido a un proceso en el que se ha adherido Adamantium a la piel de Milo, dejando solo su rostro descubierto, así como garras retráctiles en las yemas de sus dedos. Como resultado, su cuerpo es altamente resistente a todo tipo de lesiones, incluidos los ataques de armas compuestas de Adamantium. Sin embargo, el factor mutante que hizo que su cuerpo se desarrollara tan rápido y fuerte ejerce mucha presión sobre su corazón, lo que lo hace dependiente de la medicina que le estaba dando su madre. Después de sufrir un ataque cardíaco, recibió un "marcapasos", montado en su pecho, fabricado con el mortal elemento radiactivo Carbonadium. Su cara está empezando a mostrar signos de ampollas, posiblemente por sus efectos.A medida que su condición empeoraba, se desplomó y más tarde Wolverine lo vio acostado boca arriba con los ojos abiertos, una mancha de sangre alrededor de su marcapasos Carbonadium y moscas arrastrándose por su rostro.

### Avispón
Su misma alma había sido colocada dentro del cadáver del superhéroe Avispón.Probablemente gracias a una combinación de un poderoso demonio junto con el uso de sus habilidades psíquicas para controlarlo,al igual que sus cuerpos anteriores; A Silas le han colocado este nuevo con Adamantium adherido a su piel y folículos pilosos. Haciendo que todo excepto su cara y cabeza sean inmunes al daño físico.
El posee garras retráctiles en sus diez dedos y pistolas láser montadas en sus muñecas implantadas en sus antebrazos en caso de que su traje Avispón alguna vez se viera comprometido.Su nuevo cuerpo es más sano y está en perfectas condiciones físicas, no como el del Sr. Gunderson que tenía una enfermedad cardíaca y necesitaba un marcapasos para mantenerlo estable.Poder luchar fácilmente y vencer a los clones de arañas mejorados eugenésicamente Ben Reilly y Kaine Parker.Silas también acomodó el traje cibernético del Avispón, que estaba equipado con todo tipo de dispositivos de alta tecnología y sistemas de armas creados por sus propietarios anteriores. Funciones como desintegradores montados en la muñeca que disparan rondas variables de munición; que van desde aturdidores, lanzadores de dardos, pistolas láser y otros tipos de munición desconocidos.También magnifica las habilidades físicas de su cuerpo, dándole mayor fuerza, velocidad, durabilidad, resistencia y reflejos.
Su traje también posee una descarga bio-electrostática de corto alcance que puede activar cuando está en contacto físico con un adversario. Dejándolos físicamente aturdidos ya que genera un shock debilitante en sus  sistemas nerviosos.
Por medios desconocidos, el nuevo cuerpo de Silas tiene una fuerza física sobrehumana. Ahora puede lanzar una tapa de alcantarilla con fuerza suficiente para decapitar a alguien con relativa facilidad.También regresó con las bendiciones del demonio que lo resucitó, regalándole a Silas un colgante especial que le permite convocar un horror extradimensional que se alimenta de la maldad llamado Fhtagn, el inconveniente es que la reliquia maldita solo lo llama. adelante, no darle control sobre ello.Pero potencialmente podría usar sus habilidades psiónicas para controlar la mente simple pero extraña de la criatura de otro mundo si también se le solicita.

## En otros medios
- Cyber apareció como jefe en Wolverine: Adamantium Rage para SNES y Sega Genesis.
- Cyber apareció como un jefe en X-Men: Wolverine's Rage para Game Boy Color.